# Egenolf II de Rappolstein
Egelolf o Egenolf II de Rappolstein fou fill d'Ulric d'Urselingen com a senyor de Rappolstein, i constructor del castell de Saint-Ulrich. Participà en qualitat de feudatari del bisbe Lutold de Basilea, a la croada que el papa Innocenci III va fer predicar el 1197 i a la qual el prelat va cridar tots els seus vassalls a participar. Manada per Balduí IX de Flandes, Bonifaci II de Marquesat de Montferrat i el dux Dandolo de Venècia, l'exèrcit dels croats es va apoderar de Constantinoble el 12 d'abril de 1204. L'estendard dels llatins va flotar a penes sobre les torres de Constantinoble, quan els guerrers es van precipitar sobre les esglésies per prendre'n les relíquies. Egelolf es va apoderar d'una petita estàtua de la Verge que va ser la seva part de botí.
Després d'haver visitat Jerusalem i els llocs sants, va tornar al castell dels seus pares i va fer erigir la més antiga de les capelles de Dusenbach (1210). Segons l'arxiver J J. Luck, Egelolf o Egelof hauria participat en la cinquena croada manada per Joan de Brienne, rei de Jerusalem i Andreu, rei d'Hongria. Al mes de març 1218, diuen els annals de Ribeaupierre/Rappolstein, Egelof s'hi va reunir amb una tropa amb nombrosos gentilhomes i cavallers. Després que Damiata va ser retornada als sarraïns el 1221. Egelof va tornar al seu país, però va perdre una gran part del seu exèrcit de resultes de nombrosos combats de tota mena i del que va tenir a lliurar contra els grecs. Egelof que havia portat de la croada una estàtua i una imatge de la Verge, cansat per les guerres, es va ser retirat al lloc de Dusenbach i va viure com anacoreta i on va morir pietosament el 1222.